# قفاز ملاكمة

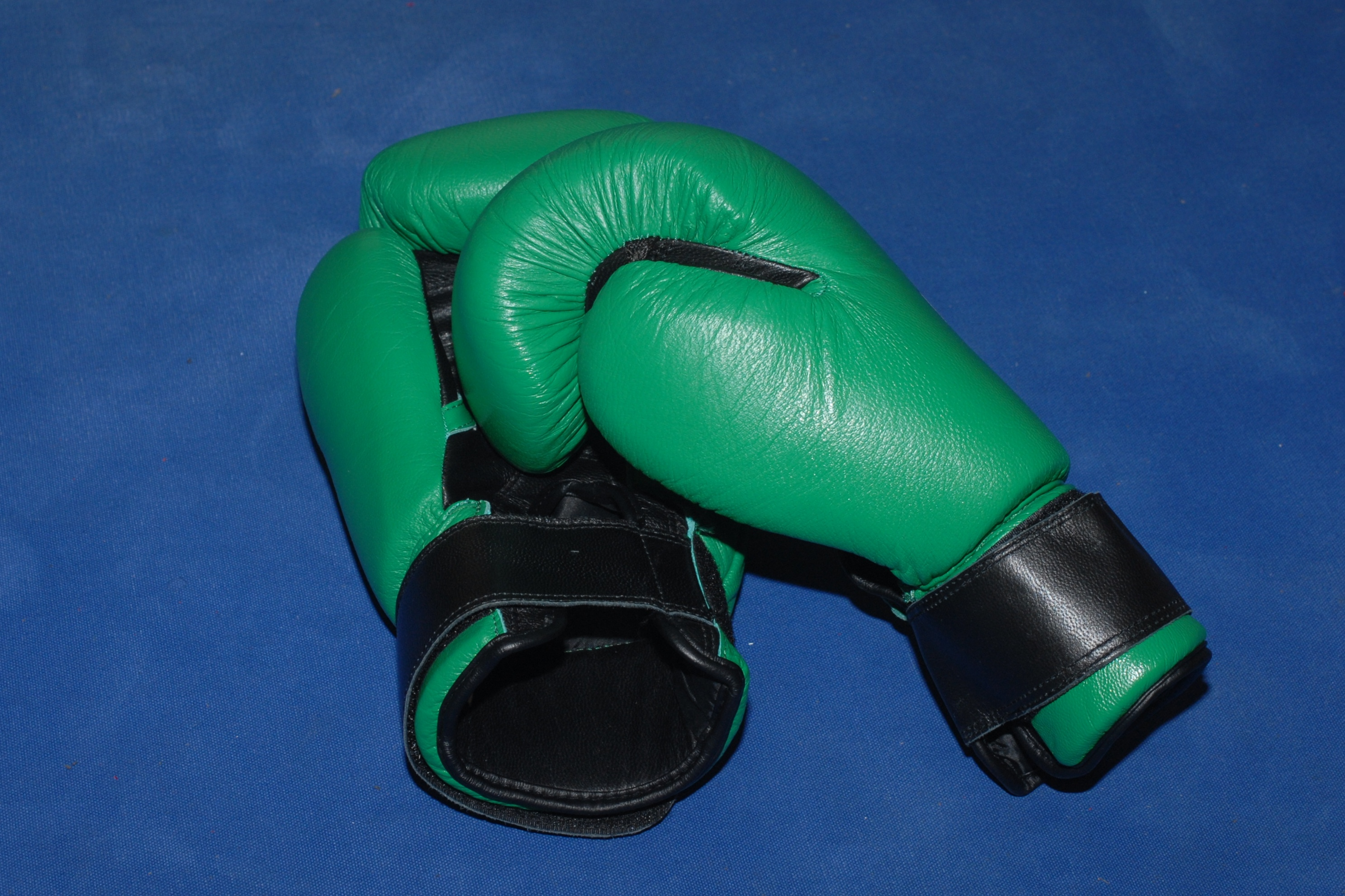
زوج من قفازات الملاكمة الكلاسيكية

قفازات الملاكمة أو مِلْكَمَة اخذت من القفازات لأنه يجب على المقاتلين ارتداءها في أيديهم خلال مباريات الملاكمة. يشير هذا المصطلح أيضا إلى القفازات التي تستخدم في التدريب، وعلى الرغم من أنها غالبا ما تختلف عن قفازات المنافسة. وقد صنعت قفازات الملاكمة الحديثة لحماية اليدين من المهاجم أثناء المبارة (على العكس من القديمة [cestus]، وضعت كسلاح)، على الرغم من القفازات المتخصصة متاحة الآن للمسابقات، المناوشات و ممارسة أنواع أخرى من التدريب. استخدام قفازات الملاكمة الحديثة يؤدي إلى نتائج جيدة. عادة تساعد في تقليل اصابات الوجه السطحية ولكن لا تقلل من مخاطر تلف المخ للمشاركين، وذلك ربما لزيادة القدرة على توجيه لكمات أقوى في الرأس دون الاضرار باليدين.

## التاريخ

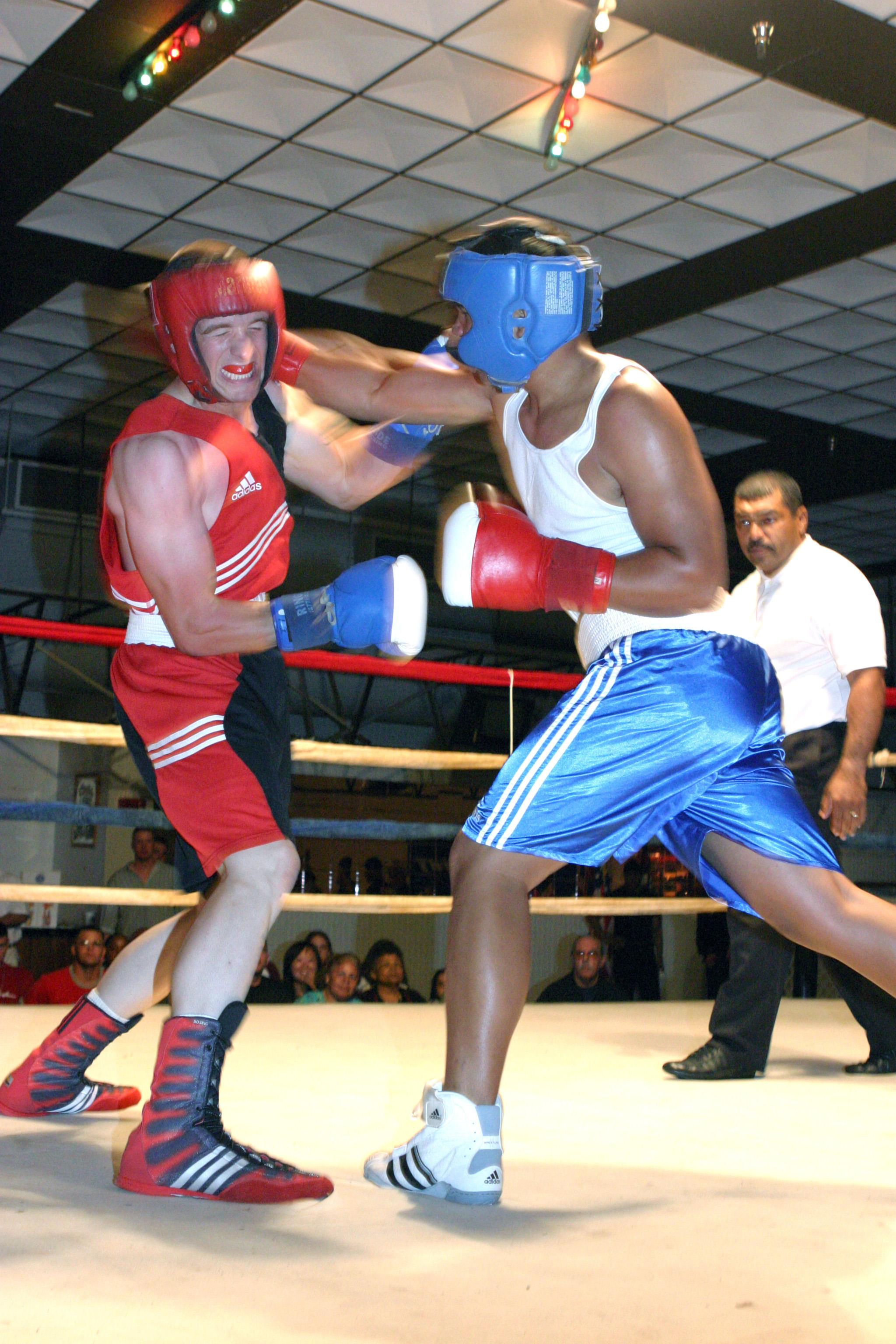
غطاء الرأس وقفازات الملاكمة إلزامية في الملاكمة الأولمبية وملاكمة الهواة.

كان الرومان يقدمون أيضا للجمهور مباريات وحشية. فكان الملاكمان يلبسان على أيديهما وسواعدهما قفازات من أشرطة جلدية مثقلة بالرصاص تتكون من أشرطة جلدية مكسوة بصفائح معدنية. وكان مصرحا للملاكمين بالوقوف والتجول ضمن حيّز صغير. وبمرور الزمن، أصبحت هذه الرياضة في غاية الهمجية لدرجة جعلت الرومان، يمنعون استخدام تلك القفازات. وفي القرن الأول قبل الميلاد، منعوا الملاكمة كليا.
بداية الملاكمة الحديثة. اختفت الملاكمة تقريبًا كرياضة حتى أواخر القرن السابع عشر الميلادي، حتى عادت للظهور في إنجلترا. لكنها ظلت رياضة قاسية، إذ إنَّ كثيرًا من الملاكمين، أصبحوا معاقين أو أصيبوا بالعمى، أو لقوا مصرعهم.
في مطلع القرن الثامن عشر الميلادي، أدخل «جيمس فيج»، أحد أشهر الرياضيين الإنجليز، الملاكمة الحديثة، وكانت الملاكمة في عهد فيج تشتمل على كثير من المصارعة. فأصبح فيج ناجحًا بالملاكمة بدلا من المصارعة. وافتتح في عام 1719م، مدرسة للملاكمة في لندن وبدأ يدرس أسلوبه في الالتحام عاري البراجم، أي بدون قفازات.

## الاختلافات

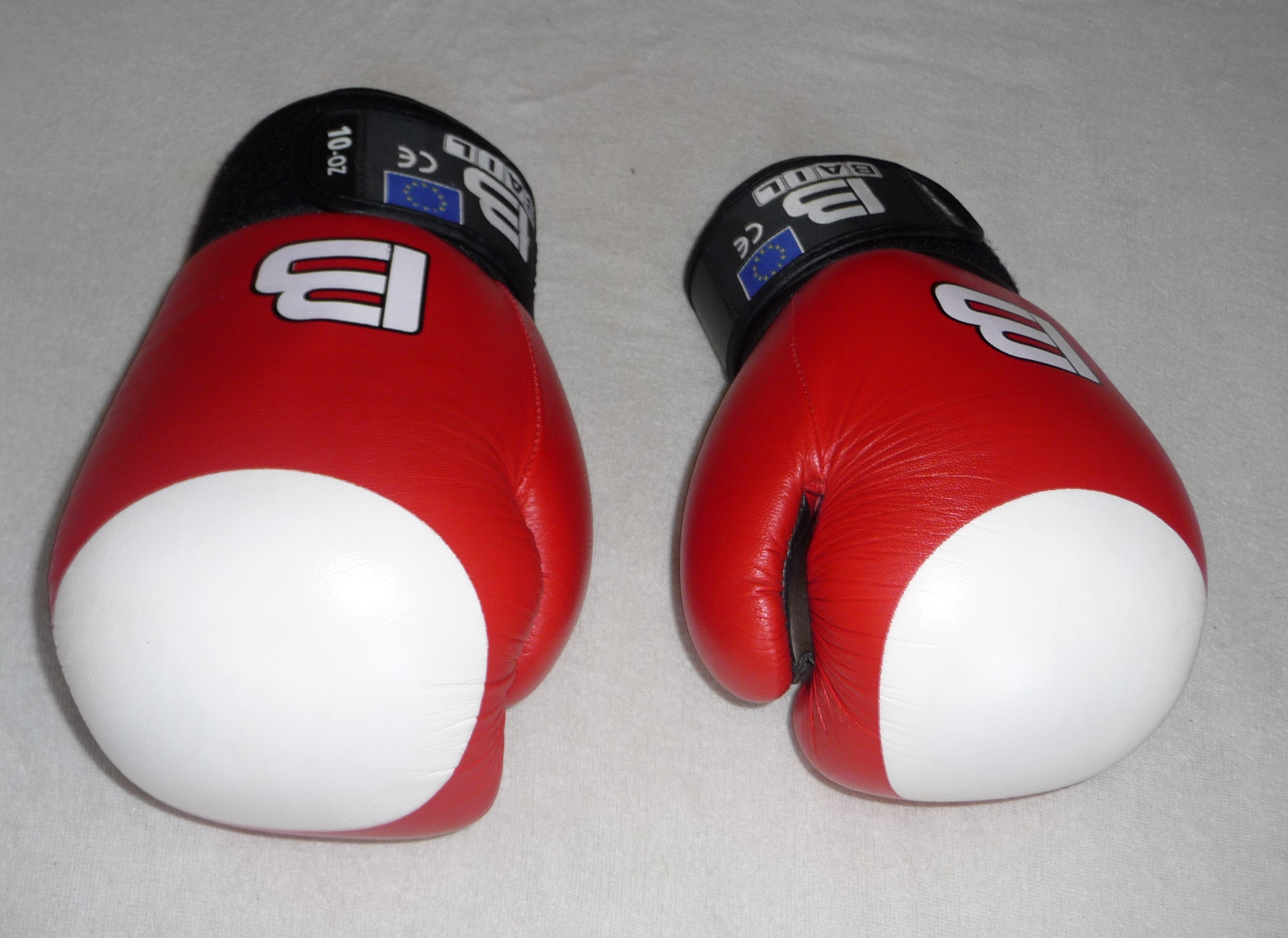
قفازات الملاكمة بكفالة 10 OZ (3)

قفازات الملاكمة لها أشكال وأنماط وأوزان مختلفة عادة. ونجدها تعمل جميعها على حماية قبضة اليد والرسغ من الجروح والكسور التي يمكن أن يتعرض لها الملاكم. قفازات السرعة وهي خفيفة نسبيا غالبا ماتكون من الفنيل أو الجلد وهي قفازات تهدف في المقام الأول لحماية اليدين بالنسبة للملاكم الرياضي ضد الخدوش والكدمات.
يلف الملاكم يديه برباط من قماش ناعم، ويرتدي فوق الأربطة قفازي جلد مبطنين. حيث يعمل القفازان على تليين وقع لكماته، ويساعدان على وقاية يديه وكذلك وقاية منافسه من الإصابات الوجهية.

## معدات الملاكمة الحديثة
بدأت قفازات الملاكمة الحديثة تظهر نحو نهاية عام 1990 م. وقد ساعدت أكثر من عشر سنوات من الهندسة والاختبار من قبل بعض أكبر الشركات المصنعة لأدوات الملاكمة. ظهرت أسماء في عالم رياضة الملاكمة تمكنت من إنشاء أجهزة دائمة آمنة وطويلة الأمد. وتشمل هذه التكنولوجيا قفازات الملاكمة الحديثة للتنفس مع شبكة نخيل الفيلكرو و 100٪ جلد كامل مدعوم بخياطة متينة.

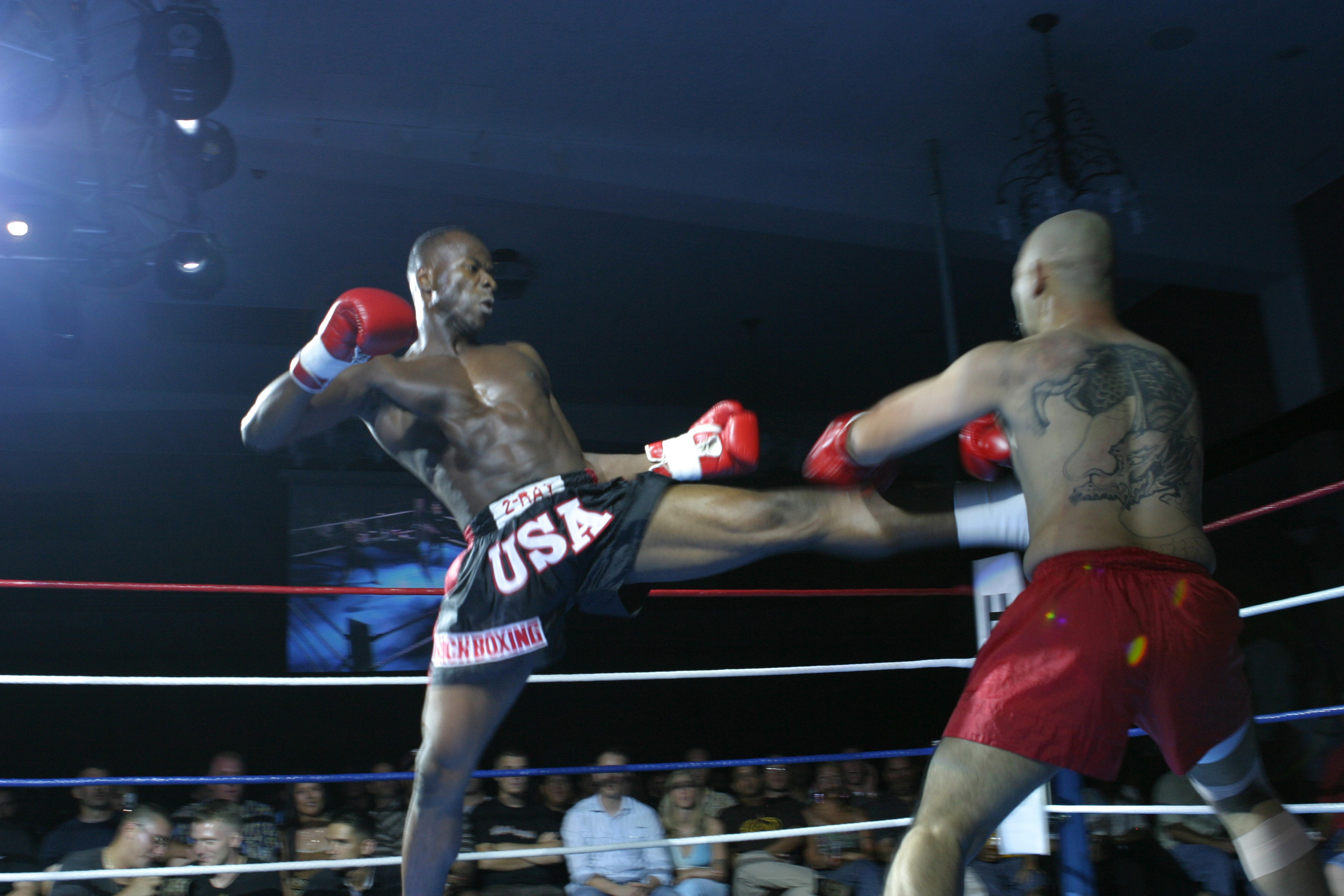
قفازات الملاكمة التي يستخدمها المحترفين في ملاكمة الارجل.

القفازات التي تستخدم في ملاكمة الهواة في كثير من الأحيان تكون حمراء أو زرقاء،
يجب أن تحتوي كل أماكن التدريب على حقائب ملاكمة مصنوعة من مواد عالية الجودة وذلك يرجع إلى أهمية الملاكمة كرياضة بصفة عامة. وكذلك يجب على محترفي الملاكمة الذين يواظبون على التمرين يوميًا في الميادين ارتداء حذاء للملاكمة يساعدك على التنقل بخفة وتجنب الضربات. إذا كنت ترغب في أن تصبح ملاكم محترف أو ترغب في ممارسة هذه الرياضة.

## وصلات خارجية
- B-Ace1 Boxing Glove
- Mixed Martial Arts MMA gloves
- MMA gloves نسخة محفوظة 3 سبتمبر 2011 على موقع واي باك مشين.
- Boxing Gloves
- Boxing Gloves
- Boxing Gloves
- Boxing gloves
- MMA gloves
- MMA gloves